# Velódromo de Ca n'Andria
Ca n'Andria (o Can Andria), también conocida como Voltadora de Santa María, es una instalación de ciclismo en pista al aire libre situada en el municipio español de Santa María del Camino, en las Islas Baleares, construida entre 1935 y 1936. Actualmente se encuentra en estado de abandono.
Técnicamente Ca n'Andria es una voltadora (en castellano, volteadora), es decir, un tipo de pista ciclista más sencillo en el cual el peralte de las curvas no supera los 20 o 25 grados de inclinación (los velódromos convencionales pueden llegar a los 40-45 grados) y en el cual está permitido el rodaje de bicicletas de carretera (con frenos, cambio de marcha, etc.) además de las de competición.

## Historia
Hacia 1935 los terrenos de cultivo de Ca n'Andria fueron adquiridos por una cooperativa de trabajadores para la construcción de un velódromo y un campo de fútbol. El ayuntamiento subvencionó parte del importe de su compra, aunque no fue suficiente para sufragar el importe íntegro. Al estallar la Guerra Civil Española en 1936 la pista ciclista ya estaba acabada, aunque aún no se habían pagado el importe total de los terrenos ni consta que fuese inaugurada. En cualquier caso, las autoridades franquistas incautaron los terrenos, que pasaron a manos de Educación y Descanso.
Durante estos años la pista apenas estuvo activa y solo se organizaron algunas pruebas con regularidad entre 1947 y 1951.
A principios de los años 70 se hizo cargo de su gestión un club ciclista local, la Unión Ciclista Santa María, y la Federación Balear de Ciclismo financió su rehabilitación. Fue reinaugurada oficialmente el 6 de junio de 1971, con la disputa de una prueba del Torneo Intervelódromos del equipo local, la Peña Gelabert-Henninger. Esta etapa fue la de mayor esplendor de Ca n'Andria, ya que se celebraron un par de campeonatos de Baleares en 1972 e incluso fue sede del Campeonato de España de Americana en 1973. A partir de entonces volvió a caer en desuso.
A mediados de los años 80 vivió otro momento dulce con la disputa de nuevas pruebas con regularidad, e incluso se inauguró la iluminación artificial en 1986. A su vez, mediante la ley de devolución de bienes incautados por el franquismo, la pista pasó a manos del sindicato UGT y después al PSOE local, hasta el día de hoy. Desde hace años el ayuntamiento baraja su adquisición, pero nunca se ha llegado a perfilar.
En 1991 Ca n'Andria acogió pruebas ciclistas por última vez. Desde entonces la instalación entró en un proceso de degradación irreversible y actualmente se encuentra totalmente en ruinas.

## Eventos

### Competiciones nacionales
- Campeonato de España de americana: 1973[2]

### Competiciones regionales
- Campeonato de Baleares de velocidad: 1972
- Campeonato de Baleares tras velomotores: 1972